# Moord en doodslag
Moord en doodslag is de lijst met slachtoffers van moord en doodslag die de redactie van Elsevier Weekblad na twee incidentele verhalen sinds 1999 jaarlijks publiceert. De lijst is gebaseerd op onderzoek van redacteuren en medewerkers van de documentatieafdeling van het tijdschrift.
Bij de oorspronkelijke lijsten in het blad staat ook informatie over het wapen waarmee het slachtoffer om het leven is gebracht en of de dader en slachtoffer(s) elkaar kenden.
Aangezien andere instanties en ook de politie de gegevens niet systematisch bijhielden, kon deze lijst uitgroeien tot de standaard. De lijst leidde tot een database bij de Universiteit Leiden en werd gebruikt voor twee wetenschappelijke publicaties, Moord en doodslag in Nederland en Dodelijk geweld.
De lijst wordt door Elsevier Weekblad aangepast als er door politieonderzoek of rechtszaken meer gegevens bekend worden. In onderstaande tabel staan beide cijfers voor zover bekend vermeld.

## Lijst met aantal slachtoffers van moord en doodslag sinds 1992
| Jaar | Oorspronkelijk aantal | Geactualiseerd cijfer | Gepubliceerd     | Auteur(s)                    |
| ---- | --------------------- | --------------------- | ---------------- | ---------------------------- |
| 1992 | 244                   | 262                   | 2 januari 1993   | Bert Bommels en Remco Meijer |
| 1993 |                       | 273                   |                  |                              |
| 1994 |                       | 241                   |                  |                              |
| 1995 |                       | 281                   |                  |                              |
| 1996 |                       | 255                   |                  |                              |
| 1997 | 276                   | 283                   | 31 januari 1998  | Bert Bommels en Remco Meijer |
| 1998 |                       | 238                   |                  |                              |
| 1999 | 231                   | 236                   | 15 januari 2000  | Gerlof Leistra               |
| 2000 | 229                   | 225                   | 3 februari 2001  | Gerlof Leistra               |
| 2001 | 229                   | 225                   | 19 januari 2002  | Gerlof Leistra               |
| 2002 | 204                   | 202                   | 8 februari 2003  | Gerlof Leistra               |
| 2003 | 232                   | 236                   | 17 januari 2004  | Gerlof Leistra               |
| 2004 | 204                   | 201                   | 29 januari 2005  | Gerlof Leistra               |
| 2005 | 201                   | 209                   | 21 januari 2006  | Gerlof Leistra               |
| 2006 | 148                   | 148                   | 27 januari 2007  | Gerlof Leistra               |
| 2007 | 143                   | 169                   | 26 januari 2008  | Gerlof Leistra               |
| 2008 | 161                   | 164                   | 17 januari 2009  | Gerlof Leistra               |
| 2009 | 178                   | 161                   | 23 januari 2010  | Gerlof Leistra               |
| 2010 | 168                   | 176                   | 22 januari 2011  | Gerlof Leistra               |
| 2011 | 159                   | 160                   | 28 januari 2012  | Gerlof Leistra               |
| 2012 | 142                   | 142                   | 26 januari 2013  | Gerlof Leistra               |
| 2013 | 150                   | 145                   | 18 januari 2014  | Gerlof Leistra               |
| 2014 | 137                   | 135                   | 24 januari 2015  | Gerlof Leistra               |
| 2015 | 115                   | 116                   | 30 januari 2018  | Gerlof Leistra               |
| 2016 | 108                   | 108                   | 7 januari 2017   | Gerlof Leistra               |
| 2017 | 160                   | 160                   | 20 januari 2018  | Gerlof Leistra               |
| 2018 | 106                   | 106                   | 19 januari 2019  | Gerlof Leistra               |
| 2019 | 117                   | 117                   | 11 januari 2020  | Gerlof Leistra               |
| 2020 | 120                   | 120                   | 16 januari 2021  | Gerlof Leistra               |
| 2021 | 120                   |                       | 31 december 2021 | Gerlof Leistra               |